# Güby
Güby (dänisch: Gyby; plattdeutsch: Güüv) ist eine Gemeinde im Kreis Rendsburg-Eckernförde in Schleswig-Holstein.

## Geografie

### Geografische Lage
Das Gemeindegebiet von Güby erstreckt sich im Bereich der naturräumlichen Haupteinheit Schwansen, Dänischer Wohld (und Amt Hütten) (Nr. 701) am südlichen Ufer der langgestreckten Ostseebucht Schlei an dessen breitester Stelle, der Großen Breite.

### Gemeindegliederung
Das Gemeindegebiet lässt sich siedlungsgeografisch gliedern in die Ortschaften des namenstiftenden Dorfes und die weiteren Wohnplätze Ahrensberg-Louisenlund (dänisch Arensberg-Louisenlund), Esprehm (dänisch Esbrem) und in Teilen Wolfskrug (dänisch Volfkro).

### Nachbargemeinden
Unmittelbar angrenzende Gemeindegebiete von Güby sind:
| Borgwedel |                                             |                 |
| Geltorf   | Kompassrose, die auf Nachbargemeinden zeigt | Kosel, Fleckeby |
|           | Hummelfeld                                  |                 |

## Geschichte
Der Ortsname wurde 1412 erstmals erwähnt und bedeutet Dorf, Siedlung des Gythi, entsprechend zu dän. -by und dem Rufnamen Gythi, der auf das Wort Gott (dän. gud) zurückgeht.

## Politik

### Gemeindevertretung
Bei der Kommunalwahl am 14. Mai 2023 wurden insgesamt elf Sitze vergeben. Die CDU erhielt sechs Sitze und das Bürgerforum Güby erhielt fünf Sitze.

### Wappen
Blasonierung: „Über blau-silbernen Wellen ein grüner Dreiberg. Darüber in Gold vier grüne Eichenblätter nebeneinander, die mittleren etwas erhöht.“

## Wirtschaft und Verkehr
Wassersport und Tourismus sind zu einem wichtigen Wirtschaftszweig der Gemeinde geworden.
Durch das Gemeindegebiet von Güby führt die Bundesstraße 76 im Abschnitt zwischen Eckernförde und Schleswig.
Im ÖPNV verkehren die NAH.SH-Buslinien 695 (Schleswig – Fahrdorf) und 720 (Schleswig – Fleckeby – Eckernförde) der Autokraft. Nächstgelegener Bahnhof ist der Bahnhof Schleswig an der Bahnstrecke Neumünster–Flensburg.

## Sehenswürdigkeiten
In der Liste der Kulturdenkmale in Güby stehen die in der Denkmalliste des Landes Schleswig-Holstein eingetragenen Kulturdenkmale.

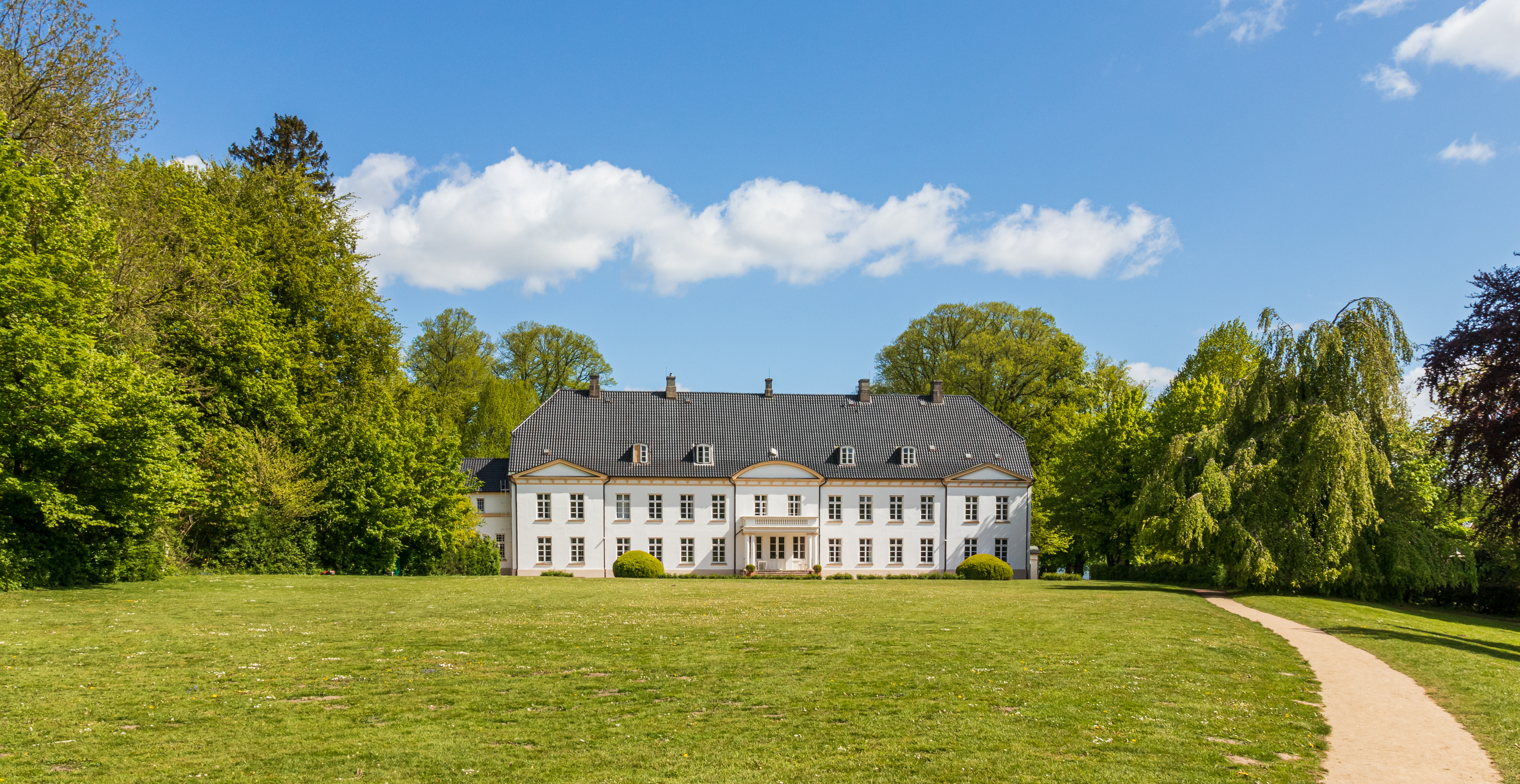
Louisenlund
Louisenlund besteht aus dem Gutshof und dem Schlossbereich. Der Gutshof, früheste bekannte Erwähnung im Jahre 1500, wurde bis in die 1970er Jahre land- und viehwirtschaftlich betrieben.
Das klassizistische Schloss von Louisenlund an der Großen Breite der Schlei, das in einem weitläufigen englischen Park liegt, wurde zwischen 1772 und 1776 als Sommerresidenz des Landgrafen Karl von Hessen-Kassel  unterhalb des Gutshofes erbaut. Der Architekt Hermann von Motz erweiterte es um 1790 erheblich, fügte ein Stockwerk hinzu und baute unter anderem eine Orangerie an der Westseite des Schlosses an. Sein heutiges Aussehen erhielt das Gebäude unter den Herzögen von Schleswig-Holstein-Sonderburg-Glücksburg.
Heute ist Louisenlund als Stiftung Louisenlund ein Internat, das 1949 als staatlich anerkanntes Gymnasium in freier Trägerschaft gegründet wurde und aus dem bekannte Persönlichkeiten, Kaufleute, Juristen, Schauspieler und Segelsportler hervorgegangen sind. Trotz mehrfacher Umbauten sind im Inneren der Gebäude aus dem 17. und 18. Jahrhundert noch einige Besonderheiten erhalten, wie zum Beispiel die Stuckdecken im Herrenhaus.
Südwestlich des Guts sind auch heute noch Gebäude eines Meierhofs aus dem 17. Jahrhundert mit Nebengebäuden aus dem 18. Jahrhundert erhalten, nach Karl von Hessen-Kassel „Karlshof“ benannt.